# Hans Wichmann (Politiker)

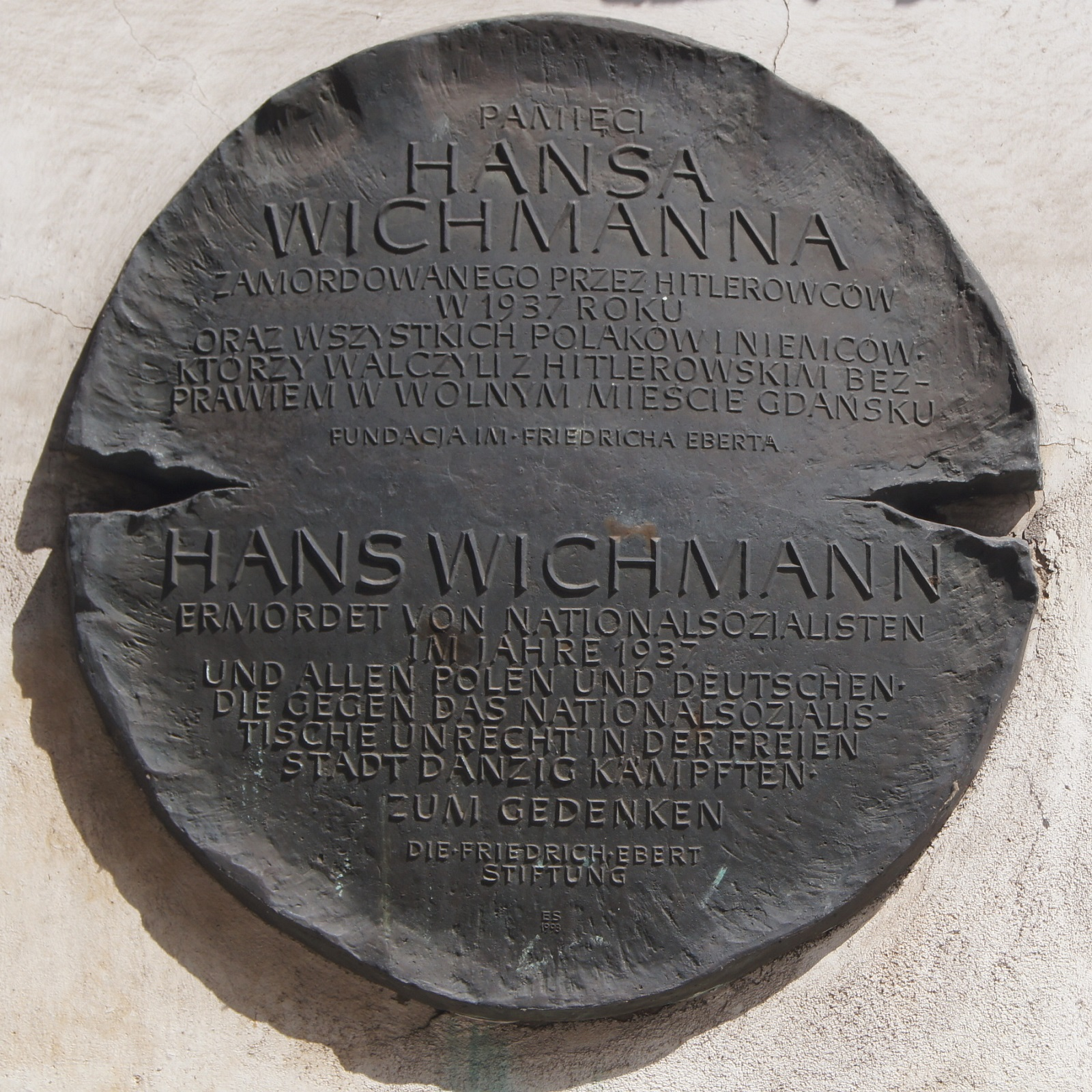
Gedenktafel für Hans Wichmann in Danzig, Sieroca 6

Hans Wichmann (auch Wiechmann) (* 30. April 1895 in Danzig; † 25. Mai 1937 ebenda) war ein deutscher Politiker (SPD und Sozialdemokratische Partei der Freien Stadt Danzig) und Opfer des Nationalsozialismus.

## Leben
Hans Wichmann besuchte die Volks- und Mittelschule und machte danach eine Lehre als Drogist ohne einen Abschluss zu machen. Später arbeitete er als Seemann, Werft- und Bauarbeiter. Im Ersten Weltkrieg leistete er drei Jahre Kriegsdienst bei einer Matrosendivision. Nach dem Krieg wurde er erst Angestellter und 1929 Beamter der Eisenbahn. Die Eisenbahndirektion Danzig war in Folge der Abtrennung der Freien Stadt Danzig gemäß Artikel 104 des Versailler Vertrages der polnischen Eisenbahn unterstellt worden. Er gehörte acht Jahre lang dem Betriebsrat der Eisenbahn an und war davon 7 Jahre Betriebsratsvorsitzender. Ab April 1929 war er auch ehrenamtlicher Arbeitsrichter.

## Politik
Hans Wichmann gehörte der Sozialdemokratischen Partei der Freien Stadt Danzig an. Bei den Volkstagswahlen am 28. Mai 1933 wurde er für seine Partei in den Danziger Volkstag, das Parlament des Stadtstaates, gewählt. Auch bei der massiv gefälschten Volkstagswahl in Danzig 1935 konnte er sein Mandat verteidigen. Nach dem Verbot der SPD in Danzig am 14. Oktober 1936 durch die Nationalsozialisten stieg der Druck auf die demokratischen Abgeordneten weiter an. Ziel der NSDAP war es, die verbliebenen Oppositionsabgeordneten zum Übertritt zur NSDAP-Fraktion zu zwingen, um auf diese Weise ihre Fiktion einer „Volksgemeinschaft“ zu demonstrieren. Mittel der Einschüchterung war Schutzhaft, Bestechung, Entlassungen aus dem Dienst und schiere Gewalt.

### Ermordung
Am 25. Mai 1937 wurde Wichmann auf dem Heimweg von einer Fraktionssitzung gegen 11 Uhr (unbeachtet seiner parlamentarischen Immunität) verhaftet und blieb seitdem verschwunden. Die Polizei gab an, ihn nach kurzer Vernehmung entlassen zu haben. Am 15. Juni wurde an der Grenze zu Polen eine Leiche im Sack gefunden. Die Gerüchte, es handele sich um die Leiche Wichmanns wurden von der NSDAP dementiert. Die Intervention des Völkerbundskommissars, Carl Jacob Burckhardt beim Senat der Freien Stadt Danzig führte zu einer Wende der Darstellung. Im September 1938 erhielt die Witwe des letzten Danziger SPD-Vorsitzenden Arthur Brill einen auf den 20. August 1937 datierten Brief, der angeblich von Wichmann aus Abarán, Spanien stammte. In diesem Brief bezichtigte Wichmann Brill des Verrates von SPD-Mitgliedern an die Nazis und beschuldigte ihn, Schuld an Wichmanns Flucht nach Spanien zu sein. Frau Brill übergab diesen Brief der Polizei und erstattete Strafanzeige wegen Beleidigung. Im September 1938 wurde Carl Jacob Burckhardt vom Senat eingeladen. Ihm wurde der Brief als Beweis gezeigt, dass Wichmann noch lebe. Gleichzeitig wurde Frau Wichmann eingelassen, die die Handschrift ihres Mannes erkannte. Carl Jacob Burckhardt berichtet, kurz vor Kriegsende hätte ihm Senatspräsident Arthur Greiser gestanden, der Brief sei eine Fälschung und Wichmann sei an den Folgen der Folter durch die Gestapo gestorben.
Erich Brost berichtete in einem Schreiben an den Parteivorstand der SOPADE vom 22. Juli 1937, die verbliebenen Abgeordneten der SPD-Fraktion hätten am 24. Januar 1938 in einem Brief an Volkstagspräsidenten Edmund Beyl zugestimmt, geschlossen der NSDAP-Fraktion als Hospitanten beizutreten. Im Gegenzug sollte unter anderem die mittellose Witwe Wichmanns eine Rente von 150 Danziger Gulden monatlich erhalten und die beiden minderjährigen Kinder Schulgeldfreiheit erhalten.